# Александр Рейш
Александр Рейш (нар. 22 серпня 2004), більш відомий під сценічним ім'ям Alee, є ангольським репером, актором та підприємцем. Він найбільш відомий своїми синглами «Hora da Vitória», випущеним у 2022 році, альбомом 2024 року «Caos» та спільною роботою з Matuê в альбомі «333» 2024 року.

## біографія
Александр Рейш народився в Луанді, столиці Анголи. Свою підприємницьку діяльність він розпочав наприкінці 2022 року у віці 18 років, паралельно продовжуючи розвивати свою музичну кар'єру. У 2024 році він разом з іншими ангольськими підприємцями заснував Delby Express, службу експрес-доставки, що базується в Анголі. Метою компанії є підвищення ефективності доставки в межах Анголи та інших країн Південної Африки.
Вихований у музичній родині, Alee черпав натхнення від свого дідуся, багатомузиканта, та свого дядька, учасника гурту Timbalada. Хоча його ранні композиції здебільшого були в стилі сертанежу, його інтерес змістився на хіп-хоп після того, як він відкрив для себе альбом репера 50 Cent.
Він також працював у сфері управління та цифрового маркетингу. Александр Рейш дебютував як актор у трилері Offline, а згодом з'явився у фільмі Як закохана людина (2012).